# Co słonko widziało
Co słonko widziało – polski dramat obyczajowy z 2006 roku w reżyserii i według scenariusza Michała Rosy. Tytuł filmu został wzięty ze zbioru wierszy Marii Konopnickiej.
Lokacje: Zabrze, Bytom, Chorzów.

## Opis fabuły
Śląsk. Trójka nieznanych sobie osób – Sebastian (Damian Hryniewicz), Marta (Dominika Kluźniak) i Józef (Krzysztof Stroiński) – muszą szybko zdobyć pieniądze, które są poza ich zasięgiem. Józef był górnikiem i szuka pracy, by godnie żyć. Marta chce wyjechać do Norwegii, natomiast Sebastian chce poznać całą prawdę na temat swojej rodziny.

## Obsada
- Damian Hryniewicz – Seba
- Dominika Kluźniak – Marta
- Krzysztof Stroiński – Józef
- Tomasz Sapryk – Ojciec Seby
- Jadwiga Jankowska-Cieślak – Żona Józefa
- Kinga Preis – Brunetka
- Małgorzata Hajewska-Krzysztofik – Matka Marty
- Jan Prochyra – Dziadek
- Andrzej Mastalerz – Henryk
- Rafał Maćkowiak – Adrian
- Wojciech Rzegota – Paweł
- Barbara Kurzaj – Ewa
- Dominika Minkacz – Fryzjerka
- Teresa Sawicka – Klientka
- Mirosław Neinert – Właściciel lombardu
- Andrzej Lipski – Chudy
- Czesław Stopka – Woźny
- Zbigniew Stryj – Strażnik
- Marek Rachoń – Młody stolarz
- Krzysztof Dracz – Czajkowski
- Agata Kulesza – Menadżer zespołu
- Ewa Kutynia-Lipińska – Dentystka
- Jacenty Jędrusik – Stolarz
- Jerzy Matula – Właściciel punktu skupu żelaza
- Violetta Smolińska – Hurtowniczka
- Jan Machulski – Fotograf
- Dagmara Ziaja – Rembecka
- Ryszard Chlebuś – producent zestawów do minisquasha
- Adam Baumann – szef kuchni
- Jacek Braciak